# Don't Wake Up The Kids!!
 (février 2012).
Don't Wake Up the Kids!! est un EP de Joey Cape, Ken Yokoyama (Hi-Standard) et Duncan Redmonds (Snuff). Il est sorti le 13 mars 2010 chez Inyaface Records. Cet EP est destiné au marché japonais et n'a pas été édité au niveau mondial.
Les trois premières pistes sont interprétées par Joey Cape, les pistes 4 et 5 par Ken Yokoyama et de 6 à 8 par Duncan Redmonds.
Les pistes 2 et 3 sont des reprises acoustiques de morceaux de Lagwagon. La piste 8 est une reprise de Snuff. 

## Pistes
| No | Titre                         | Durée |
| -- | ----------------------------- | ----- |
| 1. | "Drag"                        | 2:41  |
| 2. | "May 16th"                    | 2:54  |
| 3. | "Brodeo"                      | 1:48  |
| 4. | "Tiny Soul"                   | 1:47  |
| 5. | "I'm Not a Nice Guy"          | 2:11  |
| 6. | "If These Streets Could Talk" | 3:56  |
| 7. | "Niko Niko Road"              | 3:08  |
| 8. | "Boatnik (So It Goes)"        | 2:50  |